# Кармел Мур
Насрін Даніель Алаві (англ. Nasrin Danielle Alavi; 10 червня 1985, Істборн, Східний Сассекс, Англія, Велика Британія), відома як Кармел Мур (англ. Carmel Moore) — британська порноакторка перського походження.

## Життєпис
В порноіндустрію потрапила в 2004 році і продовжує активно зніматися з такими порностудіями як Brazzers, Wicked Pictures, Reality Kings і Penthouse. Кармел Мур також відіграє провідну роль в інтерактивних відео-шоу «DVD Virtual Sex with Carmel Moore».
За даними на 2013 рік знялася в 97 порнофільмах.

## Нагороди
- 2007: UK Adult Film and Television Awards — краща акторка